# Lieja-Bastoña-Lieja 1959
La Lieja-Bastogne-Lieja 1959 fue la 45.ª edición de la clásica ciclista Lieja-Bastoña-Lieja. La carrera se disputó el domingo 26 de abril de 1959, sobre un recorrido de 240 km. El vencedor final fue el belga Alfred De Bruyne (Peugeot-BP-Dunlop) que consiguió el triunfo por delante de sus compatriotas Frans Schoubben (Elve-Peugeot) y Frans De Mulder (Groene Leeuw), segundo y tercero respectivamente. 

## Clasificación final
| Posición | Ciclista         | Equipo                | Tiempo   |
| -------- | ---------------- | --------------------- | -------- |
| 1        | Alfred De Bruyne | Peugeot-BP-Dunlop     | 6h45'30" |
| 2        | Frans Schoubben  | Elvé-Peugeot          | s.t.     |
| 3        | Frans De Mulder  | Groene Leeuw          | a 3"     |
| 4        | Marcel Ernzer    | Emi-Guerra            | a 1'42"  |
| 5        | Angelo Conterno  | Carpano               | s.t.     |
| 6        | Jan Zagers       | Libertas              | a 2'37"  |
| 7        | André Vlayen     | Elvé-Peugeot          | s.t.     |
| 8        | Frans Aerenhouts | Mercier-Hutchinson-BP | s.t.     |
| 9        | Gilbert Desmet   | Faema                 | a 3'50"  |
| 10       | Willy Vannitsen  | Urago                 | a 4'24"  |